# Górny Lej
Górny Lej (Dziura nad Awenem Górnym) – jaskinia w Dolinie Małej Łąki w Tatrach Zachodnich. Wejście do niej znajduje się w północno-wschodnim zboczu Małołączniaka, nad Kotlinami, w pobliżu Jaskini nad Kotlinami, na wysokości 1890 m n.p.m. Długość jaskini wynosi 25 metrów, a jej deniwelacja 23 metry.

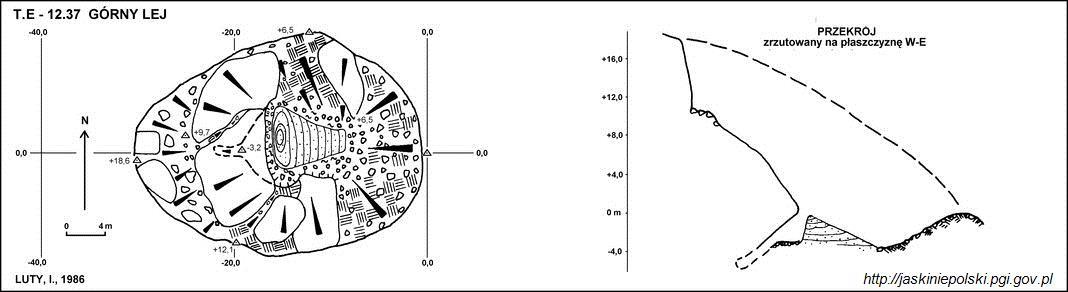
Plan jaskini

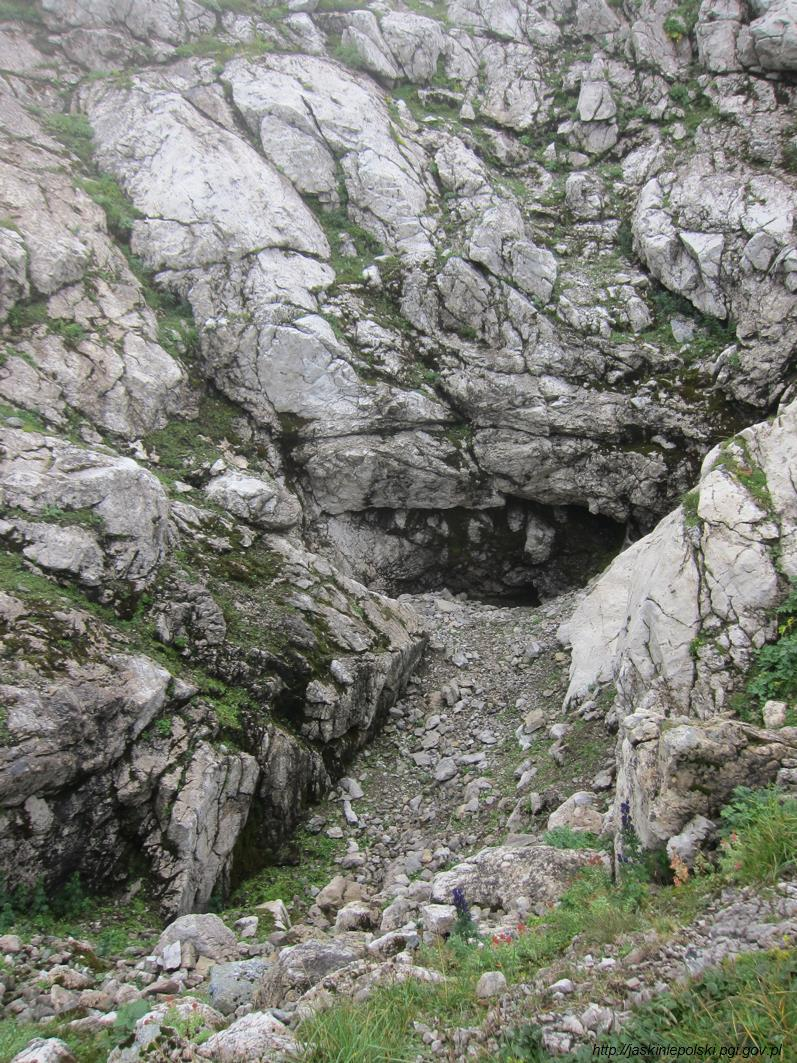
Otwór jaskini

## Opis jaskini
Jaskinię stanowi wielki lej krasowy o średnicy około 20 metrów. Ma głębokość ponad 20 metrów. Pod jego zachodnią ścianą można wejść do wykopanego w namulisku kilkumetrowego korytarzyka.

## Przyroda
Górny Lej jest jednym z trzech wielkich lejów krasowych znajdujących się w tym rejonie. W pobliżu znajduje się jeszcze Dolny Lej i Średni Lej. Na jego dnie prawie przez cały rok leży gruby płat zlodowaciałego śniegu.
W leju rosną rośliny kwiatowe, paprocie, mchy, glony i porosty.

## Historia odkryć
Jaskinia była znana od dawna. Od 19 do 30 sierpnia 1959 roku zbadali ją grotołazi zakopiańscy S. Wójcik, D. Strelau i R. Sznuk. Nadali jej nazwę Dziura nad Awenem Górnym.
W 1986 roku, próbując odkryć połączenie z Jaskinią Wielką Śnieżną, rozkopali ją grotołazi wrocławscy. Korytarzyk pod zachodnią ścianą leja jest ich dziełem.